# Tomasz Łapiński
Tomasz Łapiński (* 1. August 1969 in Łapy, Polen) ist ein ehemaliger polnischer Fußballspieler und Fotograf.

## Vereinskarriere
Der 1,83 Meter große Verteidiger begann seine Profikarriere 1987 bei Widzew Łódź. Dem Verein blieb er bis 2000 treu und absolvierte insgesamt 281 Spiele/4 Tore in der Ekstraklasa für Widzew. Hinzu kommen noch einige Spiele im polnischen Pokal, im UEFA Cup und in der UEFA Champions League. 2000 wechselte Łapiński zu Legia Warschau. Allerdings verletzte er sich schwer und kam bei Legia nie wieder an seine alte Form heran, so dass er für die Hauptstädter nur ein einziges Liga Spiel absolvierte. 2003 wechselte er in die zweite Liga zu Piotrcovia Piotrków Trybunalski. Das Verletzungspech blieb im allerdings treu und er beendete 2003 seine Karriere. Ein Comebackversuch (2004–2005) bei Widzew Łódź und dem unterklassigen Mazowsze Grójec blieb erfolglos, so dass er 2005 seine Profikarriere endgültig beendete.

## Nationalmannschaft
Er absolvierte 36 Länderspiele für die polnische Nationalmannschaft und gewann 1992 Silber bei den Olympischen Spielen in Barcelona.

## Erfolge
- Olympische Silbermedaille (1992)
- Polnischer Meister (1996 und 1997)
- Polnischer Supercup (1997)

## Wissenswertes
Nach Beendigung seiner Fußballerkarriere studierte Tomasz Łapiński Fotografie in Warschau und hat sich auf den Bereich „Street-Photo“ spezialisiert.